# 370 Jay Street
370 Jay Street, también llamado Transportation Building o Transit Building, es un edificio ubicado en la esquina noroeste de Jay Street y Willoughby Street dentro del complejo MetroTech Center en el Downtown Brooklyn, Nueva York (Estados Unidos). El sitio está delimitado por Pearl Street al oeste, y anteriormente estaba limitado por Myrtle Avenue en su extremo norte; esta porción de la calle ha sido desmapada desde entonces.
Históricamente, el sitio ha sido la sede de la agencia operativa del Sistema de Tránsito de la Ciudad de Nueva York, construido por la Junta de Transporte de la Ciudad de Nueva York (BOT). Después de 1953, albergó la Autoridad de Tránsito de la Ciudad de Nueva York y la Autoridad de Transporte Metropolitano (MTA), que sucedió al BOT. El edificio se destaca por albergar las operaciones de recaudación de ingresos del metro de la ciudad de Nueva York, realizadas por money trains en las líneas de metro cercanas, que estaban conectadas a los niveles inferiores del edificio a través de pasillos.
El edificio es uno de los primeros edificios modernos de la ciudad. Inicialmente fue elogiado por su diseño cuando se inauguró en la década de 1950 por Lewis Mumford, y fue considerado un edificio histórico y un hito potencial por el arquitecto Robert A. M. Stern en la década de 1990. En los últimos tiempos, sin embargo, el edificio ha sido visto como una "monstruosidad" dentro del paisaje del centro de Brooklyn, y se ha deteriorado a medida que la MTA ha ido abandonando gradualmente el edificio desde 1990. En 2012, la Universidad de Nueva York (NYU) llegó a un acuerdo con la MTA para hacerse cargo del edificio y renovarlo y restaurarlo para que forme parte de su campus de Brooklyn. NYU comenzó a mudarse a 370 Jay Street en 2017.

## Diseño

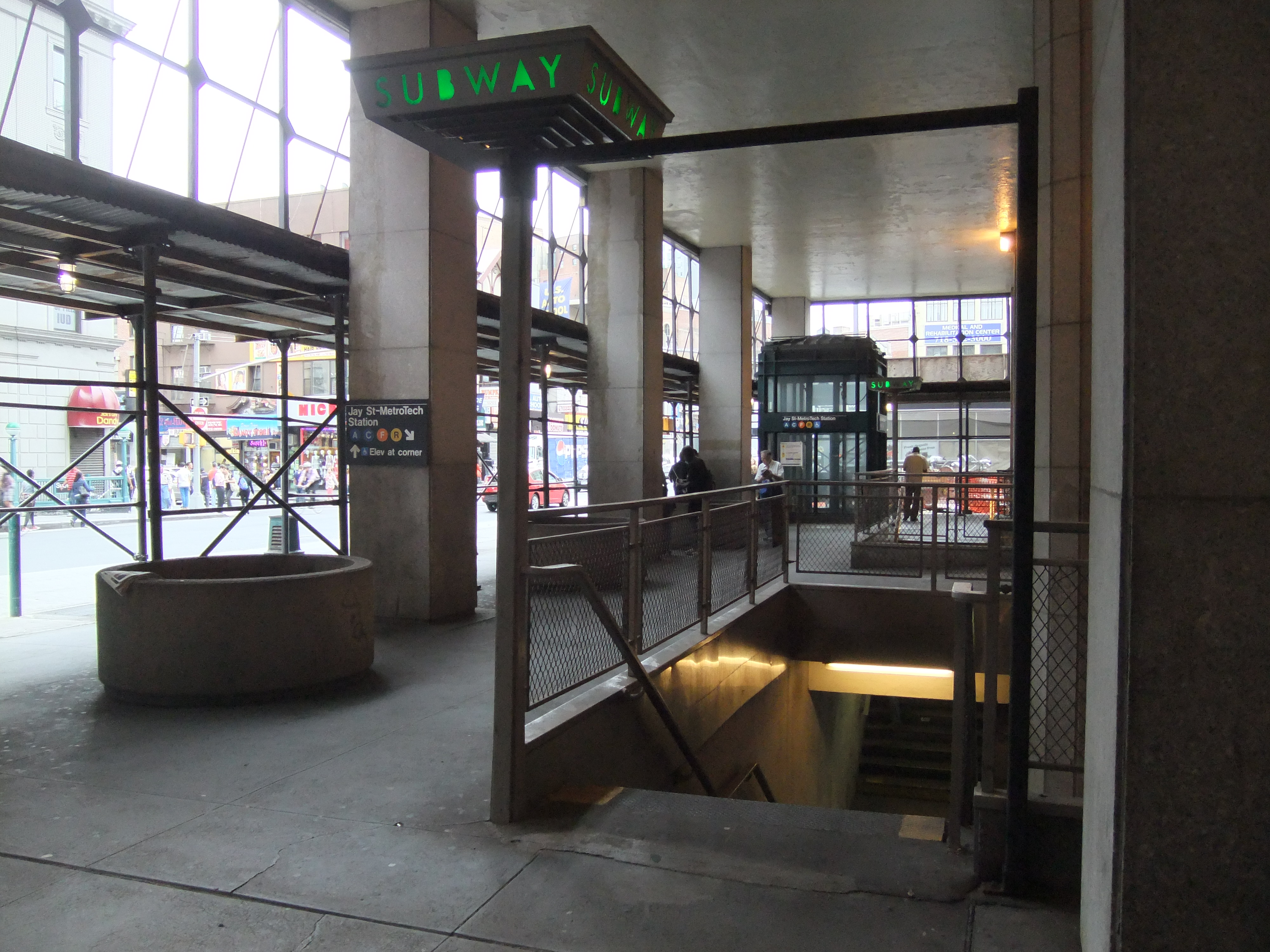
Una entrada a la estación Calle Jay–MetroTech dentro de la galería de 370 Jay Street.

El edificio de 13 pisos fue diseñado por los arquitectos William Haugaard y Andrew J. Thomas en el estilo modernista posterior a la Segunda Guerra Mundial. El edificio fue diseñado originalmente antes de la Segunda Guerra Mundial y se concibió en estilo art déco. El edificio tiene forma de L, el lado largo a lo largo de Jay Street y el lado corto perpendicular a lo largo de la antigua Myrtle Avenue. La parte del edificio de Myrtle Avenue tiene seis pisos de altura, debido a restricciones de zonificación en el momento de la construcción del edificio. Desde entonces, el derecho de paso de Myrtle Avenue se ha convertido en una plaza peatonal, conocida como Brooklyn Renaissance Plaza.
Una pequeña parte del edificio tiene tres pisos mecánicos adicionales. Un muelle de carga para el edificio y la entrada a las instalaciones de estacionamiento del sótano se encuentran en el extremo norte de Pearl Street.
El edificio está diseñado como un cubo con lados planos y un techo plano. El techo tiene una estrecha cornisa de monel. La fachada exterior del edificio consiste en pie dra caliza blanca, de cinco pulgadas de espesor, con más de 1000 ventanas abatibles cuadradas idénticas y dispuestas uniformemente. Estas ventanas se colocan al ras de la pared exterior del edificio. Las ventanas permitían la circulación de luz natural hacia el interior del edificio. La planta baja del edificio en las calles Jay y Wiloughby está diseñado con numerosas "corbuseriana" pilotes formando una semiarcada al aire libre, una característica común de los edificios de estilo moderno. Una segunda galería está ubicada en el extremo norte del edificio en Jay Street y Renaissance Plaza.

### Características
Hasta 2015, una de las paredes de la galería sur presentaba un relieve de granito de 4,5 m que conmemoraba a los empleados de transporte que lucharon en la Segunda Guerra Mundial. El relieve muestra un mapa con los sitios de las batalla de la guerra, con la lista de los nombres de 85 trabajadores que participaron en ellas. Consiste en 12 paneles de granito, cada uno mide 1,5 m de ancho, 106 cm de alto, 5 cm de espesor y pesa 226 kg. El relieve estuvo ubicado dentro del vestíbulo del edificio hasta 1995, cuando se trasladó a la galería exterior después de que la reorganización dentro del edificio lo dejó obstruido a la vista. Desde entonces, el monumento se trasladó a la cercana sede de la Autoridad de Tránsito de la Ciudad de Nueva York, dos cuadras al sur en las calles Livingston y Smith.
Dentro de ambas arcadas y adyacentes al edificio hay varias entradas al complejo de metro Jay Street-MetroTech, que consistía en dos estaciones separadas cuando se construyó el edificio. Las entradas incluyen varias escaleras mecánicas y la galería sur cuenta con un ascensor a la estación. Las exclusivas lámparas de entrada que aparecen en estas entradas del metro se instalaron junto con el edificio y se diseñaron en estilo Art Deco / Art Moderne. Los cimientos del edificio se construyeron sobre la parte IND del complejo, que se construyó para poder soportar un edificio pesado encima. Los soportes del edificio consisten en un marco de acero estructural y hormigón armado. La ubicación se seleccionó para estar muy cerca de las líneas de las tres divisiones del metro (IRT, BMT, IND) para cobrar tarifas (incluidas fichas y efectivo) a través del tren monetario. Los pasillos de las estaciones de metro, incluida una puerta visible en la estación Jay Street IND, conducen a una sala de clasificación de dinero en el sótano del edificio. La recogida y el transporte de las tarifas se realizaban originalmente con camiones blindados, y los trenes de dinero fueron reemplazados por camiones blindados en 2006.
Dentro del edificio hay 10 ascensores de alta velocidad instalados por Otis Elevator Company. Los ascensores fueron de los primeros en utilizar el sistema de control electrónico de la empresa, el sistema Otis Autotronic.

## Uso
El edificio fue concebido como la sede central de la Junta de Transporte de la Ciudad de Nueva York con el fin de albergar a 2500 empleados de varias divisiones de la junta, incluido su personal ejecutivo, legal y de ingeniería. El resto del edificio no utilizado por el BOT se alquilaría. Entre las operaciones dentro del edificio se encontraba el Centro de Comando del Metro de la Ciudad de Nueva York, una sala centralizada en el tercer piso del edificio que se utiliza para monitorear la señalización del sistema. Desde entonces, el centro de comando se ha trasladado a un sitio en Midtown Manhattan. Los pisos mecánicos superiores albergaron la central telefónica del BOT y más tarde la Autoridad de Tránsito, la más grande de la ciudad en el momento de su construcción. Las instalaciones alquiladas incluían un banco (ocupado por Citibank) y un restaurante en la planta baja, que desde entonces han cerrado.

## Localización
El edificio está adyacente a la Brooklyn Friends School (que ocupa el antiguo edificio de la Facultad de Derecho de Brooklyn) y al campus de Pearl Street de ASA College. Hacia el norte, al otro lado de Renaissance Plaza, se encuentra el edificio de oficinas 355 de Jay Street, que también alberga el New York Marriott Brooklyn o el Brooklyn Bridge Hotel. Marriott es dueño de la plaza. Al otro lado del edificio, hacia el este, se encuentra One MetroTech Center, mientras que el campus de la Escuela de Ingeniería Tandon de la Universidad de Nueva York está justo al norte, al otro lado de Myrtle Avenue Promenade.

## Historia

### Diseño y construcción

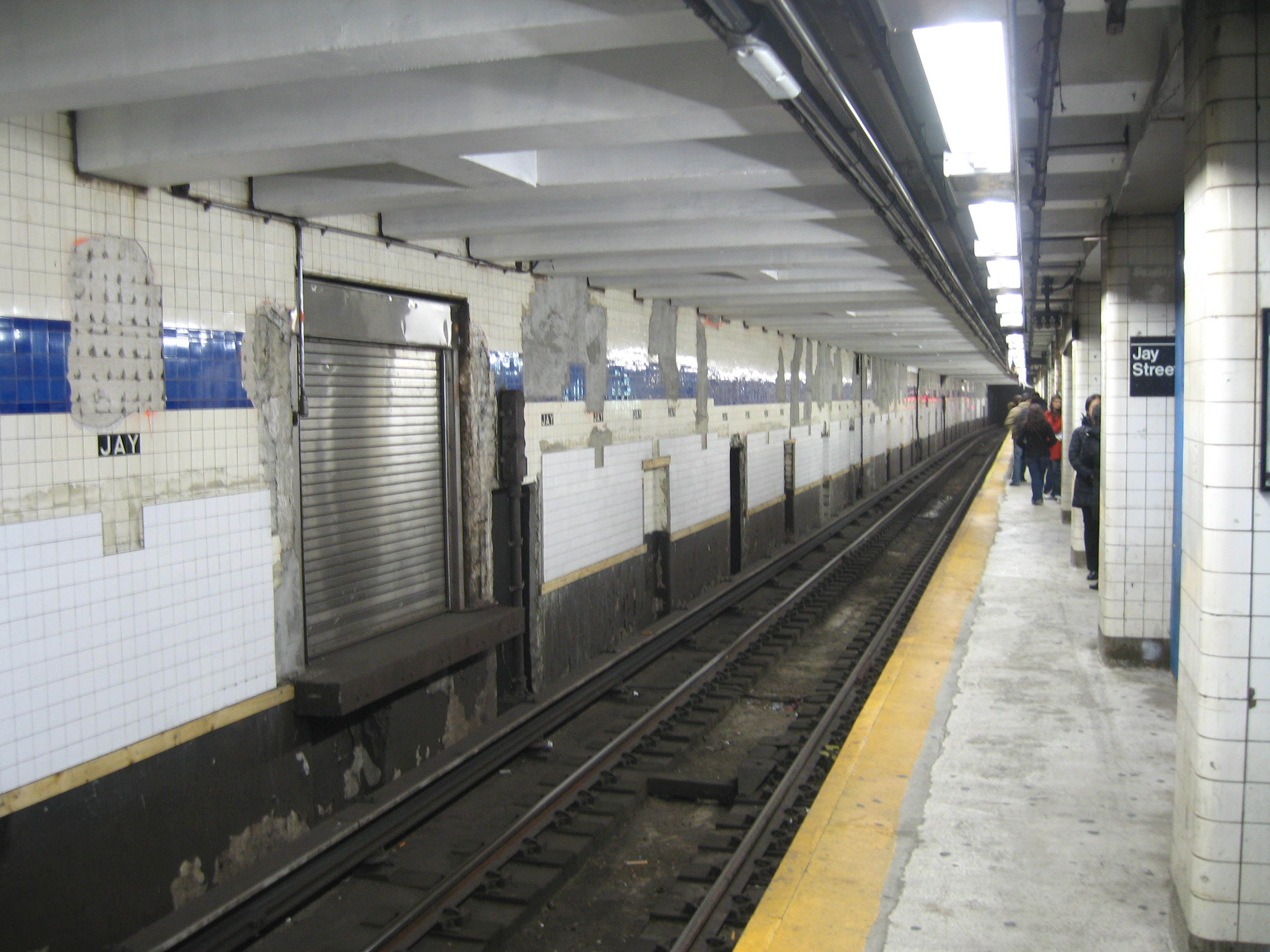
La puerta del "tren del dinero " en la estación IND de Jay Street, que conduce a la sala de clasificación de dinero de 370 Jay Street.

En 1938, la Junta de Transporte comenzó a planificar su traslado a una sede central. La firma de arquitectura Eggers & Higgins redactó los planes originales para la nueva sede de la Junta de Transporte en 1939, que originalmente se proyectaba con un costo de 3,6 millones de dólares. El sitio en las calles Jay y Willoughby fue inicialmente condenado en 1928 por la construcción de la estación Jay Street-Borough Hall del Independent Subway System (IND), con un estacionamiento creado en el sitio. Fue vendido a una empresa de bienes raíces involucrada en la construcción del edificio por la Junta de Estimaciones de la Ciudad de Nueva York a un costo de 365 000 dólares. El sitio fue seleccionado en previsión de la unificación del sistema de tránsito, que ocurriría un año después. El contrato para el edificio fue adjudicado a George A. Fuller Company. Sin embargo, la construcción del edificio no comenzó debido al inicio de la Segunda Guerra Mundial.
William Haugaard redactó nuevos planes en 1948. Se modificó el diseño original, incluidos cambios en la fachada exterior y la adición de las arcadas en ambos extremos de la estructura. El edificio se estaba construyendo ahora como parte del Gran Centro Cívico de Brooklyn, y también se estaban erigiendo varios otros edificios gubernamentales en los alrededores. La tierra comenzó en el sitio el 8 de octubre de 1948. El edificio se erigió en un momento en que también se estaban construyendo muchas otras instalaciones de tránsito de BOT. La sede se inauguró el 1 de abril de 1951, más de dos años después de la muerte de Haugaard. La construcción costó 10 millones de dólares. El BOT procedió a desalojar su antigua sede, una en Hudson Street a la entrada del Holland Tunnel en Hudson Square, Manhattan, y la otra en el antiguo Teatro Paramount en el centro de Brooklyn. El 8 de mayo de 1952, se completaron las entradas del metro entre las arcadas del edificio y la estación Jay Street IND, incluidas las cuatro escaleras mecánicas.
En una columna para The New Yorker publicada el 25 de abril de 1953, el crítico de arquitectura Lewis Mumford elogió el diseño del edificio y lo calificó como "el modelo mismo de un edificio de oficinas eficiente". No una catedral del comercio, no un templo de la publicidad, no un palacio del poder municipal: solo un grupo de oficinas dispuestas para el despacho eficiente de la administración ".

### Uso tras la disolución de BOT

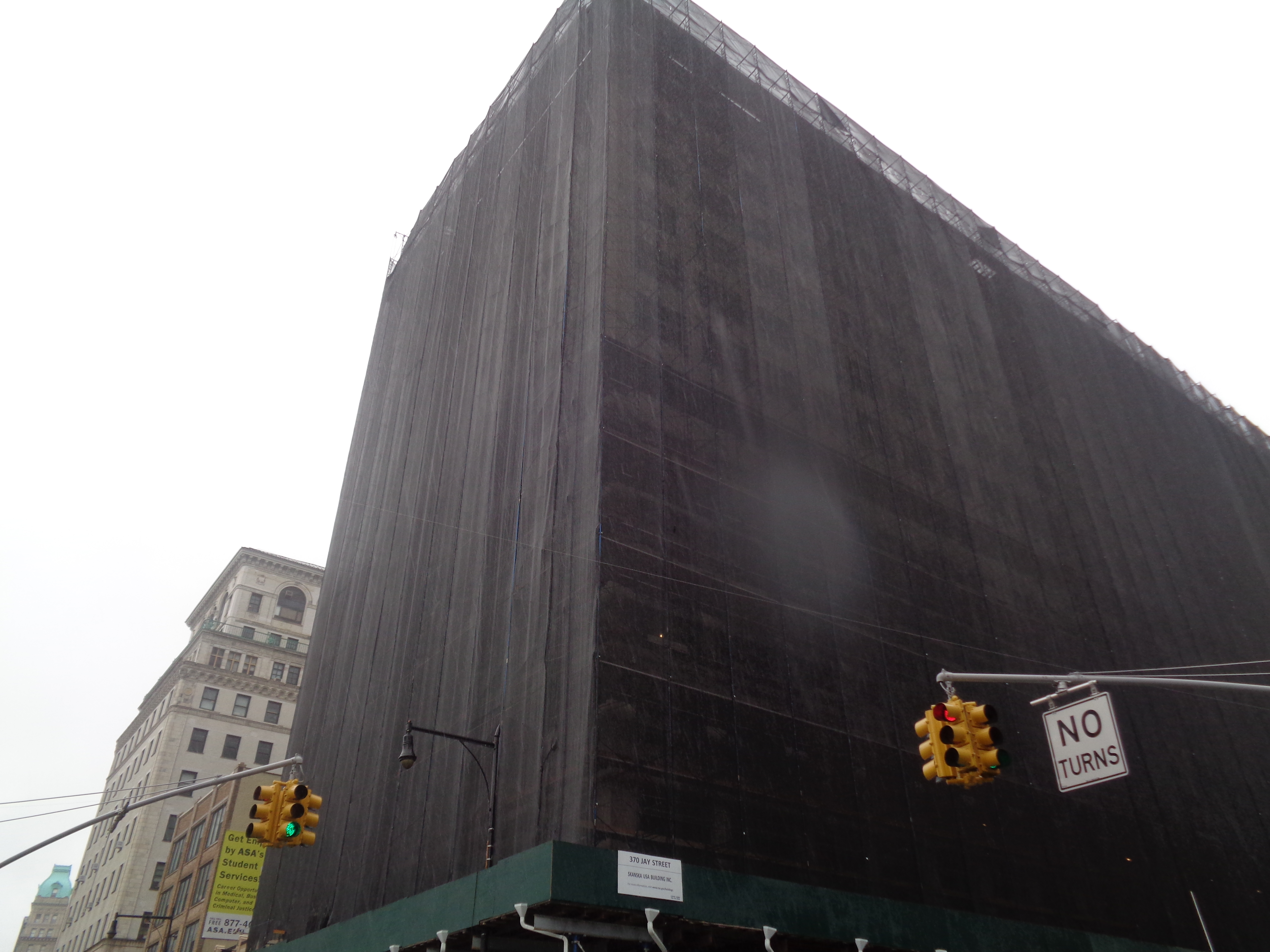
370 Jay Street en proceso de renovación en 2016.

Tras la disolución del BOT en junio de 1953, el edificio fue tomado por los sucesores del BOT, la Autoridad de Tránsito de la Ciudad de Nueva York, que utilizó el edificio como su sede. La Autoridad de Tránsito se convirtió en parte de lo que ahora es la MTA en 1968, y la MTA también usó el edificio como su centro de operaciones. Algunas oficinas se alquilaron a otras organizaciones, incluido el Departamento de Policía de la ciudad de Nueva York. En 1990, la Autoridad de Tránsito trasladó su sede principal de 370 Jay Street, a su ubicación actual en 130 Livingston Street. Otras operaciones de MTA se trasladaron a 2 Broadway (ahora la sede de MTA Bridges and Tunnels) en Manhattan en 1998. En enero de 2006, las operaciones del tren de dinero terminaron, después de lo cual la MTA abandonó en gran parte el sitio. Después de la salida de la MTA, el edificio permaneció en gran parte vacío y cayó en mal estado, a menudo rodeado de andamios. Ha sido criticado por su estado ruinoso y por su diseño simple y uniforme en contraste con los edificios circundantes. Los críticos del edificio incluyeron al presidente del distrito de Brooklyn, Marty Markowitz.
El 23 de abril de 2012, la MTA acordó entregar finalmente el edificio a la Universidad de Nueva York (NYU), y la universidad planea convertir el sitio para usarlo como parte de su campus de Brooklyn. El edificio albergará principalmente el Centro de Ciencia y Progreso Urbano. El plan de diseño futurista original para la renovación se presentó al concurso de ciencias aplicadas organizado por el alcalde Michael Bloomberg y la Corporación de Desarrollo Económico de la Ciudad de Nueva York, el mismo concurso que llevó al establecimiento del campus de Cornell Tech en Roosevelt Island. El diseño original de NYU para 370 Jay Street incluía una fachada exterior de vidrio y acero de "alta tecnología y alto rendimiento" que utiliza materiales reciclados para mejorar el aislamiento térmico, junto con otras características de eficiencia energética. NYU recibió un contrato de arrendamiento del edificio por 99 años. En 2014, sin embargo, NYU modificó sus planes para reducir los costos. Este nuevo rediseño fue creado por Mitchell − Giurgola Architects. La fachada de piedra caliza original, que se ha oscurecido debido a la edad y la falta de mantenimiento, se restaurará a su tono blanco original. La revisión seguirá utilizando características ecológicas, incluidas ventanas de bajo consumo, una turbina eólica y un techo verde. Las renovaciones comenzaron en marzo de 2015.
El 1 de octubre de 2014, los funcionarios de la MTA desenterraron una "cápsula del tiempo" en la esquina noreste del edificio. La cápsula, un cofre de metal colocado en una pequeña cripta debajo de un adoquín, estaba lleno de registros en microfilm de la construcción del edificio, un artículo de periódico y una moneda de cinco centavos (que representa la tarifa de tránsito en el momento en que se construyó el edificio) en octubre de 1949. y fue enterrado en 1950. Se descubrió que el contenido estaba dañado por el agua cuando se retiraron. Como parte de la renovación de la NYU, la MTA reubicó el monumento de la Segunda Guerra Mundial en 130 Livingston Street en junio de 2015 y celebró una ceremonia de nueva dedicación en agosto de 2015. NYU comenzó a mudarse al edificio el 13 de diciembre de 2017, momento en el que se esperaba que la renovación se completara para 2019.